# Resolució 2147 del Consell de Seguretat de les Nacions Unides
La Resolució 2147 del Consell de Seguretat de les Nacions Unides fou adoptada per unanimitat el 28 de març de 2014. El Consell va ampliar el mandat de la MONUSCO a la República Democràtica del Congo durant un any fins al 31 de març de 2015.
El 7 de novembre de 2013, el moviment rebel Moviment 23 de març havia deposat les armes. No obstant això, a causa de les activitats d'altres grups com el FDLR, l'ADF, l'Exèrcit de Resistència del Senyor (LRA), el Bakakta-Katanga i diversos grups Mai Mai, la crisi del Congo oriental es mantenia. Però també es va condemnar la violació massiva al voltant de Minova que va ser comesa pels soldats de l'exèrcit congolès al novembre de 2012.
El mandat de la MONUSCO i la seva força d'intervenció es van ampliar fins al 31 de març de 2015. La força de pau havia de protegir la població, neutralitzar els grups armats (aquesta era la tasca de la força d'intervenció), controlar el compliment de l'embargament d'armes i recolzar processos legals.